# The Future (Guy)
The Future è il secondo album in studio del gruppo musicale statunitense Guy, pubblicato nel 1990.

## Tracce
1. Her – 3:53 (musica: Aqil Davidson, Aaron Hall, Teddy Riley)
2. Wanna Get with U – 4:47 (musica: Davidson, Hall, Riley)
3. Do Me Right (featuring Heavy D) – 4:23 (musica: Heavy D, Riley, Way)
4. Teddy's Jam 2 – 4:19 (musica: Hall, Riley)
5. Let's Chill – 5:23 (musica: Bernard Belle, Riley)
6. Tease Me Tonite – 5:08 (musica: Hall, Riley, Dave Way)
7. D-O-G Me Out – 4:23 (musica: Hall, Riley, Way)
8. Total Control – 3:00 (musica: Davidson, Riley)
9. Gotta Be a Leader (featuring Wreckx-N-Effect) – 4:28 (musica: Davidson, Riley)
10. The Future – 4:12 (musica: Aaron Hall, Damion Hall, Riley, Way)
11. Let's Stay Together – 4:01 (musica: Hall, Riley)
12. Where Did the Love Go – 1:15 (musica: Hall, Hall, Riley)
13. Yearning for Your Love – 4:35 (musica: Oliver Scott, Ronnie Wilson)
14. Smile – 4:25 (musica: Hall, Hall, Riley)
15. Long Gone – 5:52 (musica: Belle, Riley)
16. Wanna Get with U (club version) – 7:58 (musica: Davidson, Hall, Riley)